# فنجاني أشعث
فنجاني أشعث (الاسم العلمي: Peziza villosa) هو نوع من الفطريات يتبع جنس الفنجاني من فصيلة الفنجانية.